# 허핑리베이제역
허핑리베이제역(중국어: 和平里北街站)은 중국 베이징시 둥청구 허핑리 가도 허핑리 서가·허핑리 북가 교차로에 위치한 베이징 지하철 5호선의 지하철역이다. 역 색조는 노란색이다.

## 위치
이 역은 허핑 서가(和平西街)와 허핑리 북가(和平里北街)의 교차로 남쪽에 있으며, 역명도 여기서 유래되었다.

## 역 구조

### 층별 구조
이 역은 지하에 섬식 승강장으로 설계되었다. 본 역의 승강장 북쪽 끝에 주차선이 설치되어 있다.
| 지면층          | 출구                            | A—D출구                                |
| 지하 1층        | 대합실                          | 고객센터, 자동매표기, 이카통 충전      |
| 지하 2층 승강장 | ←                               | ■ 5호선 톈퉁위안베이 방면 (허핑시차오) |
| 지하 2층 승강장 | 섬식 승강장, 왼쪽 출입문이 열림 |                                        |
| 지하 2층 승강장 | →                               | ■ 5호선 쑹자좡 방면 (융허궁)           |

## 출구
이 역에는 5개의 출구가 있다.: A1(서북), A2(서북, 허핑리 북가 북쪽), B(동북), C(동남), D(서남)
|                            |                                                                      |      |  |
| 출구                       | 출구 인근                                                            | 사진 |  |
| 出口 · A · 1               | 허핑리 북가(남측), 디탄베이리 소구                                   |      |  |
| 出口 · A · 2               | 허핑리 북가(북측), 싱화둥리                                          |      |  |
| 出口 · B                   | 허핑리 북가(남측), 허핑리2구                                         |      |  |
| 出口 · C                   | 허핑리 서가(동측), 허핑리 3구, 허핑리 제1소학교, 인력자원·사회보장부 |      |  |
| 出口 · D                   | 허핑리 서가(서측), 디탄 공원(地坛公园)                               |      |  |
| 아이콘 설명: 휠체어 리프트 |                                                                      |      |  |

## 같이 보기
- 베이징 지하철 5호선
- 허핑리 서가
- 허핑리 북가